# 姬髮式
姬髮式或公主切為发型的一種，因為在日本平安时代的女性貴族間流行而得其名。其名稱中之「姬」即女性貴族之意。
姬髮式的形象是後方留著長髮，前方額上的瀏海則在眼眉的高度水平剪齊，垂在兩側耳前的「髮腳」仍剪齊至下巴位置又或留長。
姬髮式較適合和有利於留有長直頭髮的人修剪和保養，又以黑髮最為正宗；但隨著造形的開放，金髮等等的髮色也有採用姬髮式。另外，姬髮式較容易給人大和撫子的聯想和復古的形象，而穿上哥德蘿莉和古典蘿莉服飾似乎也會配上姬髮式。

## 另見
- 公主頭
- 黑長直

1. ↑  . Elle Taiwan. 26 September 2023  [2024-10-28]. （原始内容存档于2025-01-26）.